# Antonio Garabal
Antonio Héctor Garabal Bogni (nacido el 17 de octubre de 1934 en Buenos Aires, Argentina) es un exfutbolista argentino. Jugaba de delantero y su primer club fue Ferro Carril Oeste.

## Carrera como jugador

### Trayectoria en clubes
Su club amateur fue Universo, del barrio de Boedo, donde se coronó campeón de los Juegos Evita de 1948.
Debutó profesionalmente en la temporada 1953, jugando para Ferro Carril Oeste, donde lo hizo -en esa primera etapa hasta 1954-, jugando 12 partidos y convirtiendo 5 goles. 

Para la temporada 1955, fue cedido a Boca Juniors, club en el que jugó sólo partidos amistosos.

Regresó a "Ferro" en el campeonato 1956 para jugar 28 partidos y anotar 12 goles. 

De la mano de su representante, Félix Latrónico, ese año el Atlético de Madrid adquirió su pase en la suma de m$n 1,5 millón. Se mantuvo en el equipo colchonero durante la temporada 1957.

En 1958 regresó a la Argentina; su ficha fue adquirida por Alberto J. Armando -futuro presidente de Boca Juniors, en 1960- quien intentó ubicarlo en la entidad "Xeneise", pero como no lo logró, lo cedió primero (en 1958) a Deportivo Español, obteniendo ese año, el título de Tercera de Ascenso.

En la temporada siguiente, lo cedió a "Ferro", club en el que inició su tercer ciclo, etapa en la que jugó el torneo 1959.

Finalmente -ya con Armando de presidente en la entidad de la Rivera- jugó para Boca Juniors en la temporada 1960, tan solo un total de 6 partidos con dos goles convertidos.

Regresó al año siguiente a Ferro Carril Oeste, para cumplir su cuarto y último ciclo en el club, y jugó hasta el final de la temporada 1965. En Ferro, completó la cantidad de 196 partidos disputados con 68 goles. 

Para la temporada 1966 se trasladó al San Lorenzo de Almagro, donde jugó únicamente dos partidos y no anotó goles. Al final de ese año, se retiró definitivamente de la práctica activa del fútbol.

### Selección nacional
En 1956, disputó dos partido en la selección argentina, convirtiendo tres goles.

Debutó el 10 de octubre frente a Uruguay, a quien le convirtió dos (2) goles, para el triunfo de Argentina 2 a 0.

Su segundo y último partido lo disputó en el Estadio "Maracaná" de Río de Janeiro, el 5 de diciembre, frente a Brasil, a quien le convirtió un gol, para el triunfo argentino por 2 a 1, siendo ese el primer triunfo de la historia de Argentina frente a Brasil, en el "mitico" estadio. 

## Clubes
| Club                   | País      | Año                           |
| ---------------------- | --------- | ----------------------------- |
| Ferro                  | Argentina | 1953-1954;1956;1959;1961-1965 |
| Boca Juniors           | Argentina | 1955; 1960                    |
| Atlético de Madrid     | España    | 1956-1957                     |
| Deportivo Español      | Argentina | 1958                          |
| San Lorenzo de Almagro | Argentina | 1966                          |

## Carrera como entrenador
Retirado de la práctica activa del fútbol, Garabal se montó una empresa de transporte de pasajeros, a la vez que se dedicó a la dirección técnica. En esa función, entrenó a las divisiones inferiores de Ferro y al equipo profesional en un total de 96 partidos en 5 etapas distintas